# Soul Asylum
Soul Asylum es una banda estadounidense de rock alternativo, formada en Minneapolis, Minnesota en 1981. En sus inicios, surgieron bajo el nombre de Loud Fast Rules, integrada por Dan Murphy, David Pirner, Karl Mueller y Pat Morley. Morley fue luego reemplazado por Grant Young en 1984.
En 1983 la banda empezó a aparecer con su nombre actual y grabó tres álbumes con Twin/Tone Records y dos con A&M Records, con poco éxito comercial. Sin embargo, en 1992, lanzaron el álbum doble-platino Grave Dancers Union, con el sencillo que le valió a Pirner el  Grammy a mejor compositor por «Runaway Train». La banda tocó en la inauguración del Gobierno de Bill Clinton en 1993. 
En 1995, estrenaron el álbum Let Your Dim Light Shine producido por Butch Vig (productor del mítico Nevermind de Nirvana y baterista de Garbage) el cual contiene el famoso tema «Misery». 
Mueller fue diagnosticado con cáncer de esófago en 2004, y la banda organizó un concierto benéfico en su nombre, un año antes de que falleciera. Actualmente, Soul Asylum continúa haciendo presentaciones en vivo con Pirner como único miembro de la formación original.

## Historia

### Primeros años
El grupo se formó en 1981, con el nombre de Loud Fast Rules, con David Pirner en la batería, el guitarrista y vocalista Dan Murphy y el bajista Karl Mueller. Pirner decidió abandonar la batería para dedicarse a cantar, por lo que el guitarrista Pat Morley tomó su lugar. Aun como Loud Fast Rules, aportaron dos canciones al compilado de 1982 llamado Barefoot and Pregnant.

Soul Asylum empezó a tocar en clubes del área de Minneapolis–St. Paul y rápidamente ganaron una base sólida de fanáticos, debido principalmente a la energía que derrochaban en el escenario y a la actitud de Pirner.
Su álbum debut de 1984, llamado Say What You Will... Everything Can Happen fue originalmente lanzado en LP y casete por la discográfica local Twin/Tone como un EP de nueve canciones. Entre el lanzamiento de Say What You Will y su segundo disco, Grant Young se unió a la banda, reemplazado a Morley en la batería. En 1986, Soul Asylum lanzó tres álbumes, Made to Be Broken, Time's Incinerator (solo en casete) y While You Were Out.  Ese año, la banda empezó a ganar popularidad, al punto de conseguir una gira junto a la agrupación Hüsker Dü.
El grupo firmó contrato con A&M Records en 1988. La primera placa lanzada con dicha discográfica fue Clam Dip & Other Delights (1989). Hang Time fue lanzado en 1988, seguido de And the Horse They Rode in On en 1990. Debido a las escasas ventas y a un problema auditivo de Pirner, el grupo consideró separarse.

### Popularidad

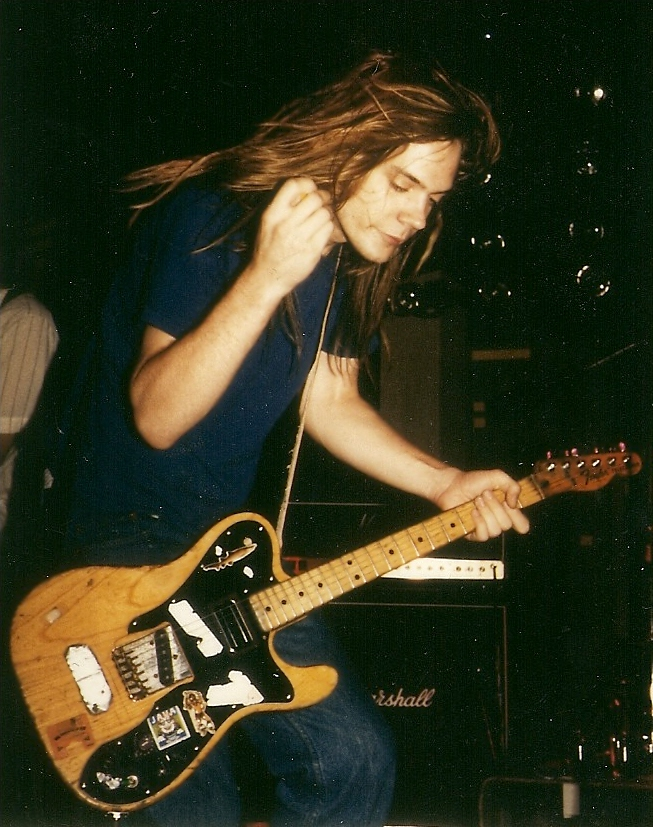
El vocalista y guitarrista Dave Pirner.

Después de tocar una serie de recitales acústicos a finales de 1990, fueron contratados por Columbia Records. En 1992 lanzaron su álbum definitivo: Grave Dancers Union, el cual contenía el exitoso sencillo "Runaway Train". El 20 de enero de 1993, el grupo fue invitado a tocar en la ceremonia presidencial de Bill Clinton. La banda añadió a un teclista para darle variedad a su sonido. Joey Huffman fue integrado en el verano de 1993. Giró con la agrupación hasta unirse a la emergente banda Matchbox Twenty en 1998. Huffman tocó en los álbumes Let Your Dim Light Shine, After the Flood: Live from the Grand Forks Prom, June 28, 1997 y The Silver Lining.
Mientras grababan Grave Dancers Union, el baterista Grant Young fue despedido y reemplazado por Sterling Campbell
En 1993, Soul  Asylum grabó, junto a Victoria Williams, el tema "Summer of drugs" que aparecen en el disco "Sweet Relief: A Benefit for Victoria Williams". 
En 1995. Let Your Dim Light Shine resultó un éxito instantáneo, especialmente por los sencillos "Misery" y "Just Like Anyone", en cuyo vídeo hace una aparición estelar la actriz Claire Danes. 
En 1996, la banda grabó "When I ran off and left her", cover del tema de Vic Chesnutt.
Más tarde, en 1998, lanzaron Candy from a Stranger. El disco resultó insatisfactorio, por lo que la banda fue despedida de Columbia Records.
Pirner trabó amistad con el director de cine Kevin Smith, antiguo fanático de la agrupación. Soul Asylum aportó canciones para tres películas de Smith: Clerks, Clerks II y Chasing Amy.
En mayo de 2004, el bajista Karl Mueller fue diagnosticado con cáncer de esófago. En octubre de ese mismo año se realizó un concierto benéfico por la salud de Karl, en el que participaron, además de la banda, Paul Westerberg (The Replacements) y algunos músicos de Hüsker Dü. El evento recaudó cerca de 50.000 dólares. Finalmente Mueller fue vencido por el cáncer el 17 de junio de 2005.
Mueller fue reemplazado en el año 2005 por el bajista Tommy Stinson, el cual se encontraba con la legendaria agrupación Guns n' Roses. También se unió el baterista Michael Bland, y se completó la gira en soporte de The Silver Lining a finales de 2006. En noviembre y diciembre del mismo año abrieron para Cheap Trick en su gira norteamericana. En 2007 Soul Asylum compartió escenario con Cyndi Lauper, Mint Condition y Lifehouse en un concierto a beneficio de la salud de Wain McFarlane, el líder de la agrupación de reggae Ipso Facto.

### Actualidad
En 2012 fue lanzado el álbum Delayed Reaction. En noviembre de ese mismo año se anunció vía Facebook que Winston Roye reemplazaría a Tommy Stinson en el bajo y Justin Sharbono al fundador Dan Murphy en la guitarra. 
En 2016 la banda publicó su undécima producción discográfica titulada Change of Fortune, con una formación compuesta por Pirner, Michael Bland, Justin Sharbono y Winston Roye.
En el 2020, en medio de la pandemia, Soul Asylum estrenó Hurry up and wait.
En el 2024, publicaron Slowly, but Shirley, dedicando su título y su portada a Shirley “Cha Cha” Muldowney, una pionera de las carreras de automovilismo.

## Músicos

### Actuales
- David Pirner – batería (1981–1983); voz, guitarra rítmica (1983–presente)
- Michael Bland – batería, coros (2005–presente)
- Jeremy  Tappero – bajo, coros
- Ryan Smith – guitarra, coros

## Discografía
- 1984: Say What You Will, Clarence...Karl Sold The Truck (Twin/Tone Records)
- 1986: Made to Be Broken (Twin/Tone Records)
- 1986: While You Were Out (Twin/Tone Records)
- 1988: Hang Time (A&M)
- 1990: And the Horse They Rode in On (A&M)
- 1992: Grave Dancers Union (Doble Platino; Columbia)
- 1995: Let Your Dim Light Shine (Platino; Columbia)
- 1998: Candy from a Stranger (Columbia)
- 2006: The Silver Lining (Legacy)
- 2012: Delayed Reaction (429 Records)
- 2016: Change of Fortune (Entertainment One)
- 2020: Hurry up and wait (Blue Elan  Records)
- 2024: Slowly but Shirley (Blue Elan Records)